# 29 ottobre
Il 29 ottobre è il 302º giorno del calendario gregoriano (il 303º negli anni bisestili). Mancano 63 giorni alla fine dell'anno.

## Eventi
- 437 – A Costantinopoli Valentiniano III, augusto dell'Impero romano d'Occidente, sposa Licinia Eudossia, figlia dell'augusto dell'Impero romano d'Oriente Teodosio II
- 969 – Truppe bizantine occupano Antiochia (Siria)
- 1268 – Viene decapitato a Napoli Corradino di Svevia; si conclude definitivamente la vicenda degli Hohenstaufen nell'Italia meridionale
- 1422 – Carlo VII di Francia diventa re succedendo al padre Carlo VI di Francia
- 1467 – Battaglia di Brusthem: Carlo il Temerario sconfigge Liegi
- 1618 – Sir Walter Raleigh, avventuriero, scrittore e cortigiano, viene decapitato per una presunta cospirazione contro Giacomo I d'Inghilterra
- 1658 - Battaglia navale del Sound: nell'ambito della Seconda guerra del nord (1655-1660), la flotta delle Province Unite, alleata della Danimarca-Norvegia, sconfigge quella svedese
- 1675 – Leibniz utilizza per la prima volta il simbolo dell'integrale (∫)
- 1787 – Al Teatro degli Stati Generali di Praga va in scena la prima rappresentazione del Don Giovanni di Wolfgang Amadeus Mozart
- 1799 – In Piazza Mercato a Napoli vengono giustiziati quattro componenti della Repubblica Napoletana: Mario Pagano, Giorgio Pigliacelli, Ignazio Ciaia e Domenico Cirillo.
- 1863
  - Sedici nazioni riunitesi a Ginevra concordano sulla formazione della Croce Rossa Internazionale
  - Guerra di secessione americana: battaglia di Wauhatchie: le forze del generale unionista Ulysses S. Grant respingono un attacco confederato, comandato dal generale James Longstreet
- 1901 – Pena capitale: Leon Czolgosz, l'assassino del presidente statunitense William McKinley, viene giustiziato sulla sedia elettrica
- 1914 – L'Impero ottomano entra in guerra con le potenze centrali nella prima guerra mondiale
- 1923 – La Turchia diventa una repubblica, a seguito della dissoluzione dell'Impero ottomano
- 1929 – Inizia la Grande depressione con il 'Martedì nero': la Borsa di New York crolla, innescando quella che sarà una crisi economica a livello mondiale
- 1942 – Olocausto: nel Regno Unito, figure di spicco del clero e della politica tengono un incontro pubblico per manifestare indignazione circa la persecuzione degli ebrei da parte della Germania nazista
- 1944 – Seconda guerra mondiale: Breda (Paesi Bassi), viene liberata dalla 1ª divisione corazzata polacca (1. Dywizja Pancerna)
- 1945
  - In un grande magazzino di New York viene messa in vendita la prima penna a sfera (prezzo: 12,50$ l'una)
  - Getúlio Vargas si dimette da presidente del Brasile
- 1955 – La nave da guerra sovietica Novorossiysk (ex "Giulio Cesare") urta una mina della seconda guerra mondiale nel porto di Sebastopoli
- 1956
  - Firma del Protocollo di Tangeri: la città internazionale di Tangeri viene reintegrata nel Marocco
  - Inizia la Crisi di Suez: Israele invade la Penisola del Sinai e respinge le forze egiziane oltre il Canale di Suez
- 1959 − Esce il primo numero del periodico Pilote, con la prima storia a fumetti di Asterix.
- 1960 – A Louisville (Kentucky), Cassius Clay (che prenderà poi il nome di Muhammad Ali), vince il suo primo incontro da professionista
- 1964 – Una collezione di insostituibili gemme, tra cui la Stella dell'India (565 carati, 113 g), viene rubata dal Museo Americano di Storia Naturale di New York
- 1967 – Papa Montini (Paolo VI) rende pubblica la lettera apostolica "Africae terrarum" (Delle terre dell'Africa)
- 1969 – Viene stabilito il primo collegamento da computer a computer, ARPANET
- 1971 – Guerra del Vietnam: Vietnamizzazione – Il numero totale di soldati statunitense ancora in Vietnam scende a 196.700 (il livello più basso dal gennaio 1966)
- 1975 - Mario Zicchieri, militante del Fronte della Gioventù, viene ucciso da alcuni militanti comunisti a Roma nel quartiere Prenestino
- 1985 – Il general maggiore Samuel K. Doe viene annunciato come vincitore delle prime elezioni multipartitiche in Liberia
- 1988 – In Giappone, il Sega Mega Drive viene messo in commercio
- 1991 – La sonda Galileo compie il suo passaggio più ravvicinato a 951 Gaspra, diventando la prima sonda a visitare un asteroide
- 1994 – Francisco Martin Duran spara oltre due dozzine di colpi sulla Casa Bianca (Duran verrà in seguito condannato per aver cercato di uccidere il presidente Bill Clinton)
- 1998
  - Lo Space Shuttle Discovery decolla con a bordo il settantasettenne John Glenn, che diventa la persona più anziana ad essere andata nello spazio. Glenn fu il primo statunitense ad orbitare attorno alla Terra, il 20 febbraio 1962
  - Mentre vola da Adana ad Ankara, un volo della Turkish Airlines viene dirottato da militanti Curdi, che ordinano al pilota di dirigersi in Svizzera. L'aereo atterra comunque ad Ankara, dopo che il pilota è riuscito a ingannare i dirottatori, facendogli credere di essere atterrato a Sofia, in Bulgaria, per rifornirsi di carburante
  - Apartheid: in Sudafrica, la Commissione per la verità e la riconciliazione presenta il suo rapporto, che condanna entrambe le parti per aver commesso atrocità
- 2004 – A Roma i 25 paesi membri dell'Unione europea firmano la Costituzione europea
- 2007 – Nei comuni ladini di Cortina d'Ampezzo, Livinallongo del Col di Lana e Colle Santa Lucia (provincia di Belluno) si tiene il referendum per l'aggregazione del proprio territorio alla regione Trentino-Alto Adige (provincia autonoma di Bolzano)
- 2019 – Il nepalese Nirmal (Nimsdai) Purja e il suo team compiono l'impresa di scalare i 14 ottomila (le 14 montagne più alte del mondo) in soli 6 mesi e sei giorni, battendo il precedente record che era di 7 anni
- 2024 - In Spagna, a Valencia, un'alluvione causa oltre 200 morti

## Nati
Ci sono circa 990 voci su persone nate il 29 ottobre; vedi la pagina Nati il 29 ottobre per un elenco descrittivo o la categoria Nati il 29 ottobre per un indice alfabetico.

## Morti
Ci sono circa 460 voci su persone morte il 29 ottobre; vedi la pagina Morti il 29 ottobre per un elenco descrittivo o la categoria Morti il 29 ottobre per un indice alfabetico.

## Feste e ricorrenze

### Civili
Internazionali:
- World Stroke Organization - Giornata mondiale contro l'ictus cerebrale[1]

Nazionali:
- Turchia – Festa della Repubblica turca

### Religiose
Cristianesimo:
- Sant'Abramo anacoreta
- Santa Anastasia martire (Chiese di rito orientale)
- San Colmano di Kilmacduagh, vescovo
- San Dodone di Wallers-en-Fagne, abate
- Sant'Ermelinda di Meldaert, vergine
- San Feliciano di Cartagine, martire
- San Gaetano Errico, sacerdote, fondatore dei Missionari dei Sacri Cuori di Gesù e Maria
- San Narciso di Gerusalemme, vescovo
- Sant'Onorato di Vercelli, vescovo
- Santo Stefano Minicillo, vescovo e confessore
- San Teuderio (Teodario), abate
- San Zenobio martire
- Beato Bernardo de Olivella, arcivescovo di Tarragona
- Beata Chiara Badano, laica
- Beata Maria Restituta Kafka, religiosa
- Beato Rosario Livatino, giudice e martire